# How Sweet to Be an Idiot
How Sweet to Be an Idiot è il primo album solista del cantante inglese Neil Innes, pubblicato nel 1973.
Nel 1994 l'album venne distribuito anche in America sotto il titolo di Re-Cycled Vinyl Blues, e nell'occasione venne intitolato come tributo ad Ollie Halsall, morto nel 1992.

## Tracce

### Lato A
1. Prologue - 0:49
2. Momma Bee - 2:47
3. Immortal Invisible - 4:04
4. Topless A-Go-Go - 4:08
5. Feel No Shame - 6:12

### Lato B
1. How Sweet to Be an Idiot - 2:45
2. Dream On - 3:04
3. L'Amour Perdu - 2:10
4. Song For Yvonne - 2:52
5. This Love of Ours - 2:57
6. Singing a Song Is Easy - 5:08

### TracceRe-Cycled Vinyl Blues
1. Re-Cycled Vinyl Blues - 3:33
2. Angelina - 2:50
3. Come Out Into the Open - 3:42
4. Prologue - 0:51
5. Momma Bee - 2:54
6. Lie Down and Be Counted - 3:09
7. Immortal Invisible - 4:12
8. Age of Desperation - 2:34
9. Topless A-Go-Go - 4:04
10. Feel No Shame - 6:24
11. How Sweet to Be an Idiot - 2:51
12. Dream On - 3:05
13. L'Amour Perdu - 2:17
14. Song for Yvonne - 2:57
15. This Love of Ours - 3:04
16. Fluff on the Needle - 5:36
17. Singing a Song Is Easy - 5:04
18. Bandwagon (Live) - 4:31

## Musicisti
- Neil Innes - voce, chitarra
- Andy Roberts - chitarra
- Mike Kellie - batteria
- Dave Richards - basso
- Ollie Halsall - chitarra, organo
- Gerry Conway - batteria nelle tracce 2-3(lato A), 4-5(Lato B)
- The Mucrons - coro
- Dennis Cowan - chitarra nelle tracce aggiunte nella versione ripubblicata